# KV6
KV6, acrònim de l'anglès King's Valley, és una tomba egípcia de l'anomenada vall dels Reis, situada a la riba oest del riu Nil, a l'altura de la moderna ciutat de Luxor. Va ser la tomba de Ramsès IX, el vuitè faraó de la dinastia XX.

## Marc històric

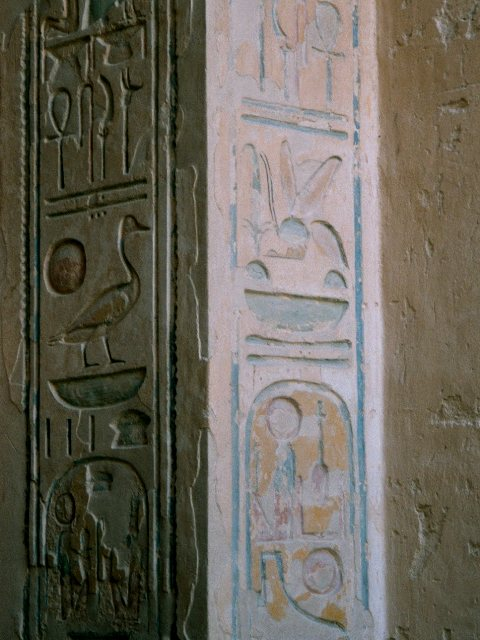
Cartutx pertanyent a Ramsés IX en KV6

La KV6 va ser la tomba de Ramsès IX i segueix el mateix perfil que la resta dels sobirans de la seva dinastia, encara que és de dimensions més modestes que les dels seus antecessors. Això es deu a la difícil situació i al continu empobriment que patia Egipte, augmentat per la incapacitat del faraó i per l'estat de disgregació que vivia el país. Amb els reis establerts des de feia cent anys al nord, l'antiga capital de Tebes havia passat a ser un centre religiós governat pels sacerdots d'Amon de manera pràcticament autònoma al poder central.
Encara que no és el sobirà més conegut de la seva dinastia, tenim algunes dades de Ramsès IX que demostren que va seguir la mateixa línia que els seus antecessors en el tron: una total falta de carisma i de voluntat per governar un país que ja estava molt lluny de ser el gran imperi dels Amenhotep i dels Thutmose. Presumiblement un net de Ramsès III, Ramsès IX, va governar durant 18 anys, de 1126-1108 aC, aproximadament, sota el nom de Neferkara-Setepenra Ramsés-Jaemuaset-Meriamon.
La complicada crisi interna sota Ramsès IX és un fet: el faraó va haver de fer front a incursions de nòmades a les seves fronteres, a la manca d'ajuda del seu suposat subordinat el virrei de Núbia, i a l'augment de bandes de lladres. La mateixa vall dels Reis es va ressentir, i és en aquells dies quan comencen a generalitzar-se els robatoris i els sacrilegis perpetrats a la necròpolis. Encara que d'això no es pot culpar Ramsés IX: en aquells dies, el gran sacerdot Amenhotep havia adquirit per Tebes un estat de semiindependència i ell s'encarregava de tot el que passava en aquella zona. Com a mostra del desordre que patia el país, la tomba del rei no va arribar a ser finalitzada en 18 anys de regnat, tot i ser de dimensions més o menys modestes i no oferir cap complicació arquitectònica.

## Situació
KV6 està situada a la meitat nord de la vall, just entre les dues tombes que més rius de tinta han fet córrer en l'arqueologia moderna (amb permís de KV62, la tomba de Tutankamon): l'immens complex funerari dels fills de Ramsès II (KV5) i la KV55, de la difícil època d'Amarna. La densitat de tombes tan properes entre si comença a fer-se patent com més avancem al sud, i KV6 no sols és veïna d'aquestes dues, sinó que està just davant de KV7, pertanyent a Ramsès II el Gran.
La tomba de Ramsès IX és similar a la de tots els faraons ramèssides. A part del corredor d'entrada (A, un dels més llargs de la vall), de tres passadissos descendents (B, C i D) i una avantcambra (I), hi ha una cambra de pilars amb rampa inclosa (F) que s'uneix directament a la cambra sepulcral (J). A més, el primer passadís, B, consta de quatre petites cambres annexes (Ba, Bb, Bc i Bd), una d'aquestes incompleta. Encara que es va tallar a la cambra sepulcral un buit poc profund per acomodar el sarcòfag exterior del faraó, aquest no s'ha trobat a la tomba.

## Decoració
Les obres de construcció de KV6 van ser increïblement lentes i tortuosos, i a la mort del faraó encara no s'havia arribat a decorar ni la meitat de la tomba. Per això, en els dies en què el cos arribava a Tebes i era embalsamat, els constructors van patir una autèntica marató en què van aconseguir pintar el que encara els quedava. És més, podem dir que aquesta tomba va ser l'última de la vall dels Reis a ser completament pintada.
* A l'entrada del corredor B es veu el disc solar flanquejat de dees.
En B hi ha una profusa decoració, amb parts del Llibre de les cavernes, la Lletania de Ra i part del ritual d'Obertura de la boca. També hi ha belles representacions de Ramsès IX i dels déus Ra-Horajti, Osiris i Meretseger, així com de voltors i escarabats alats.
* Al corredor següent, C, torna a aparèixer a l'entrada un disc solar, aquesta vegada flanquejat pel mateix difunt i falcons. Més fragments del Llibre de l'Amduat, del Llibre de les cavernes i del Llibre dels morts, així com un sostre amb motius astronòmics decoren el lloc. Existeixen també figures de guardians serp, i de Ramsès IX acompanyat dels déus Hathor i Amon-Ra.
* El passadís D no desmereix en motius decoratius als anteriors. A la seva entrada, el disc solar torna a estar acompanyat pel faraó, al qual s'afegeixen nou déus més (Osiris, Isis, Neftis, Horus, Hathor, Geb, Shu, Serket i Neit). Al corredor pròpiament dit, apareixen representades les hores segona i tercera de l'Amduat, els guardians serp i moltes imatges, entre les quals destaquen el rei representat com a Osiris, i acompanyat de Ptah i Maat.
* L'avantcambra I mostra, com al corredor B, escenes de l'Obertura de la boca, realitzada per un sacerdot del déu Inmutef, associat a Horus.
* La sala de pilars F no està decorada, potser per falta de temps.
* Per la seva banda, la cambra sepulcral té com a textos funeraris més parts de l'Amduat, del Llibre de les cavernes, del Llibre de la Terra i del Llibre dels cels, aquest últim en el sostre. Ramsès IX apareix a la barca solar al costat de diversos déus, i també en forma d'Osiris sent reviscut per Horus i altres divinitats protectores.
Encara que l'estat de conservació de totes aquestes pintures és en la major part dels casos envejable (sobretot per haver estat la tomba oberta des de fa segles), sí que s'ha comprovat que moltes pintures s'estan perdent i alguns pigments comencen a veure's molt més difusos. Tota la decoració de la part baixa de la cambra sepulcral s'ha perdut.

## La mòmia reial
Ramsés IX va ser enterrat amb total certesa en KV6 a la seva mort, i la seva mòmia va ser una de tantes altres que van ser posades fora de perill pels reis sacerdots durant la dinastia XXI, veient l'onada de robatoris i violacions de tombes que patia el devastat país. Trobada a l'amagatall de DB320, la mòmia de Ramsès IX és l'última pertanyent a un faraó de l'Imperi nou que ha arribat a les nostres mans: de les pertanyents als seus dos successors, que van tancar la dinastia, no se'n sap res.
El cadàver no ha estat completament desembolcallat, i deixa veure'n només el cap. Així, sembla que la mòmia va patir molts danys en el seu transport, ja que li falta el nas i té nombroses esquerdes i trencaments en la pell. El sarcòfag en què va ser trobat pertanyia originàriament a la dama Nesjons, l'esposa de Pinedjem II, el cos de la qual també reposava en el mateix amagatall.